# Europese auto in 1903
Dit artikel geeft een overzicht van alle Europese personenwagens geproduceerd in 1903 door een significante autoconstructeur. De auto's staan alfabetisch gerangschikt per merk. Hier staan enkel Europese merken, ongeacht of ze eigendom zijn van een niet-Europees concern. Ook gaat het om constructeurs die algemeen bekend zijn met auto's die algemeen voor het publiek verkrijgbaar zijn. 
| Brouhot |                  | concern:          | Onafhankelijk |
| Brouhot | divisie:         |                   |               |
| Brouhot | merk:            | Brouhot Frankrijk |               |
| Brouhot | model:           | 12CV              |               |
| Brouhot | einde productie: | 1904              |               |
| Brouhot | productieaantal: | ?                 |               |

| Clément |                  | concern:          | Onafhankelijk |
| Clément | divisie:         |                   |               |
| Clément | merk:            | Clément Frankrijk |               |
| Clément | model:           | 12CV              |               |
| Clément | einde productie: | 1903              |               |
| Clément | productieaantal: | ?                 |               |

| Cottereau |                  | concern:            | Onafhankelijk |
| Cottereau | divisie:         |                     |               |
| Cottereau | merk:            | Cottereau Frankrijk |               |
| Cottereau | model:           | I/A                 |               |
| Cottereau | einde productie: | 1904                |               |
| Cottereau | productieaantal: | ?                   |               |

| Darracq |                  | concern:          | Onafhankelijk |
| Darracq | divisie:         |                   |               |
| Darracq | merk:            | Darracq Frankrijk |               |
| Darracq | model:           | 1903              |               |
| Darracq | einde productie: | 1908              |               |
| Darracq | productieaantal: | ?                 |               |

| De Dietrich |                  | concern:              | Onafhankelijk |
| De Dietrich | divisie:         |                       |               |
| De Dietrich | merk:            | De Dietrich Duitsland |               |
| De Dietrich | model:           | 30PS Paris-Madrid     |               |
| De Dietrich | einde productie: | 1903                  |               |
| De Dietrich | productieaantal: | ?                     |               |

| De Dion-Bouton |                  | concern:                 | Onafhankelijk |
| De Dion-Bouton | divisie:         |                          |               |
| De Dion-Bouton | merk:            | De Dion-Bouton Frankrijk |               |
| De Dion-Bouton | model:           | 16CV Paris-Madrid        |               |
| De Dion-Bouton | einde productie: | 1903                     |               |
| De Dion-Bouton | productieaantal: | ?                        |               |

| Fiat |                  | concern:      | Onafhankelijk |
| Fiat | divisie:         |               |               |
| Fiat | merk:            | Fiat Italië   |               |
| Fiat | model:           | 16/20 / 16/24 |               |
| Fiat | einde productie: | 1906          |               |
| Fiat | productieaantal: | ?             |               |

| Fiat |                  | concern:    | Onafhankelijk |
| Fiat | divisie:         |             |               |
| Fiat | merk:            | Fiat Italië |               |
| Fiat | model:           | 24/32       |               |
| Fiat | einde productie: | 1905        |               |
| Fiat | productieaantal: | ?           |               |

| Gladiator |                  | concern:            | Onafhankelijk |
| Gladiator | divisie:         |                     |               |
| Gladiator | merk:            | Gladiator Frankrijk |               |
| Gladiator | model:           | 10CV                |               |
| Gladiator | einde productie: | 1903                |               |
| Gladiator | productieaantal: | ?                   |               |

| Mercedes |                  | concern:           | Onafhankelijk |
| Mercedes | divisie:         |                    |               |
| Mercedes | merk:            | Mercedes Duitsland |               |
| Mercedes | model:           | 60/70 PS           |               |
| Mercedes | einde productie: | 1908               |               |
| Mercedes | productieaantal: | ?                  |               |

| Peugeot |                  | concern:          | Onafhankelijk |
| Peugeot | divisie:         |                   |               |
| Peugeot | merk:            | Peugeot Frankrijk |               |
| Peugeot | model:           | 42 43/44          |               |
| Peugeot | einde productie: | 1903              |               |
| Peugeot | productieaantal: | 213               |               |

| Peugeot |                  | concern:          | Onafhankelijk |
| Peugeot | divisie:         |                   |               |
| Peugeot | merk:            | Peugeot Frankrijk |               |
| Peugeot | model:           | 54                |               |
| Peugeot | einde productie: | 1903              |               |
| Peugeot | productieaantal: | 250               |               |

| Peugeot |                  | concern:          | Onafhankelijk |
| Peugeot | divisie:         |                   |               |
| Peugeot | merk:            | Peugeot Frankrijk |               |
| Peugeot | model:           | 56                |               |
| Peugeot | einde productie: | 1903              |               |
| Peugeot | productieaantal: | 16                |               |

| Renault |                  | concern:          | Onafhankelijk |
| Renault | divisie:         |                   |               |
| Renault | merk:            | Renault Frankrijk |               |
| Renault | model:           | Type L M          |               |
| Renault | einde productie: | 1903              |               |
| Renault | productieaantal: | ?                 |               |

| Renault |                  | concern:          | Onafhankelijk |
| Renault | divisie:         |                   |               |
| Renault | merk:            | Renault Frankrijk |               |
| Renault | model:           | Type N /Nb/S      |               |
| Renault | einde productie: | 1903              |               |
| Renault | productieaantal: | ?                 |               |

| Renault |                  | concern:          | Onafhankelijk |
| Renault | divisie:         |                   |               |
| Renault | merk:            | Renault Frankrijk |               |
| Renault | model:           | Type N /Q/Ua      |               |
| Renault | einde productie: | 1904              |               |
| Renault | productieaantal: | ?                 |               |

| Renault |                  | concern:          | Onafhankelijk |
| Renault | divisie:         |                   |               |
| Renault | merk:            | Renault Frankrijk |               |
| Renault | model:           | Type R T          |               |
| Renault | einde productie: | 1904              |               |
| Renault | productieaantal: | ?                 |               |

| Spyker |                  | concern:         | Onafhankelijk |
| Spyker | divisie:         |                  |               |
| Spyker | merk:            | Spyker Nederland |               |
| Spyker | model:           | 60HP             |               |
| Spyker | einde productie: | 1903             |               |
| Spyker | productieaantal: | ?                |               |

| Vauxhall |                  | concern:                     | Onafhankelijk |
| Vauxhall | divisie:         |                              |               |
| Vauxhall | merk:            | Vauxhall Verenigd Koninkrijk |               |
| Vauxhall | model:           | 5HP Roadster                 |               |
| Vauxhall | einde productie: | 1904                         |               |
| Vauxhall | productieaantal: | ?                            |               |